# Turanské studené zimní pouště
Turanské studené zimní pouště je název památky světového přírodního dědictví UNESCO. Je to přeshraniční památka zahrnující celkem 14 různých území v Kazachstánu, Uzbekistánu a Turkmenistánu, která se nacházejí v mezi Kaspickým mořem na západě a středoasijskými velehorami na východě. Mezi chráněná území, jejichž části se dostaly na seznam UNESCO, patří např. kazachstánský národní park Altyn-Eme, Barsakelmes, uzbekistanská přírodní rezervace Kaplankyr, turkmenistánská rezervace Repetek a další území v Ustjurtské plošině. Celková plocha území pod ochranou UNESCO je 33 664 km².

## Popis
Region se vyznačuje extrémními teplotními výkyvy, extrémně studenými zimami a velmi horkými léty. Vítr, srážky, podzemní voda a kolísání teplot vytvořily různé typy pouští: pískové, jílové, sádrové, kamenné pouště a také solné pánve. V tomto extrémním prostředí se vyvinula rozmanitá flóra a fauna, která je evolučně přizpůsobena těmto podmínkám. Pouště jsou domovem mnoha endemických rostlin, mnoha hmyzu, plazů, obojživelníků a hnízdících ptáků. Jsou také důležitým místem odpočinku stěhovavých ptáků. Turan je také domovem ohrožených savců, jako je gazela perská, antilopa saiga a urial. Významné populace sněžných leopardů, hyen žíhaných a supů mrchožravých. Světově unikátní je také sukcesní proces, který vytváří nejmladší poušť na světě – poušť Aralkum – postupným osídlením vysušené půdy Aralského jezera flórou a faunou.

## Fotogalerie

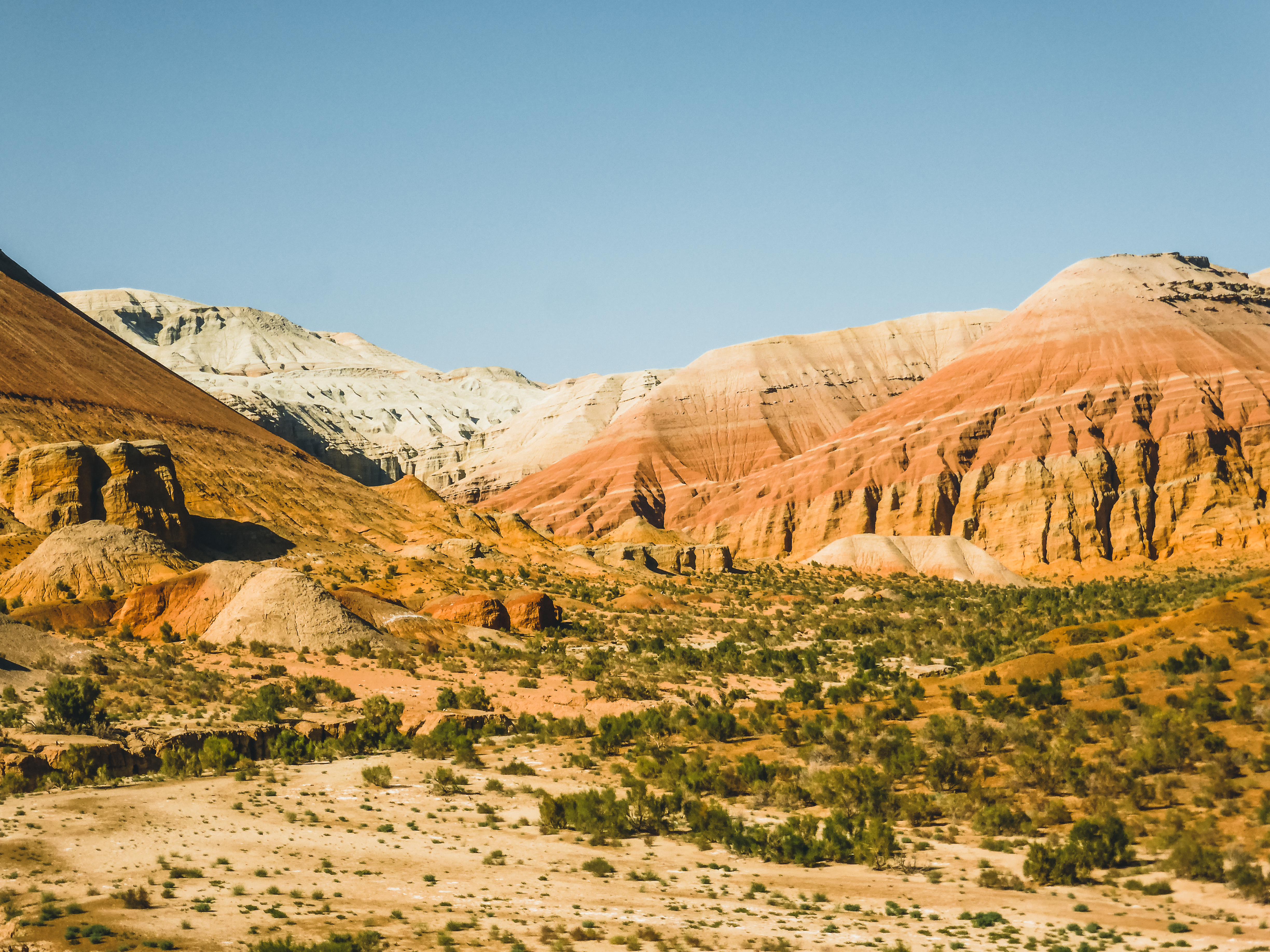
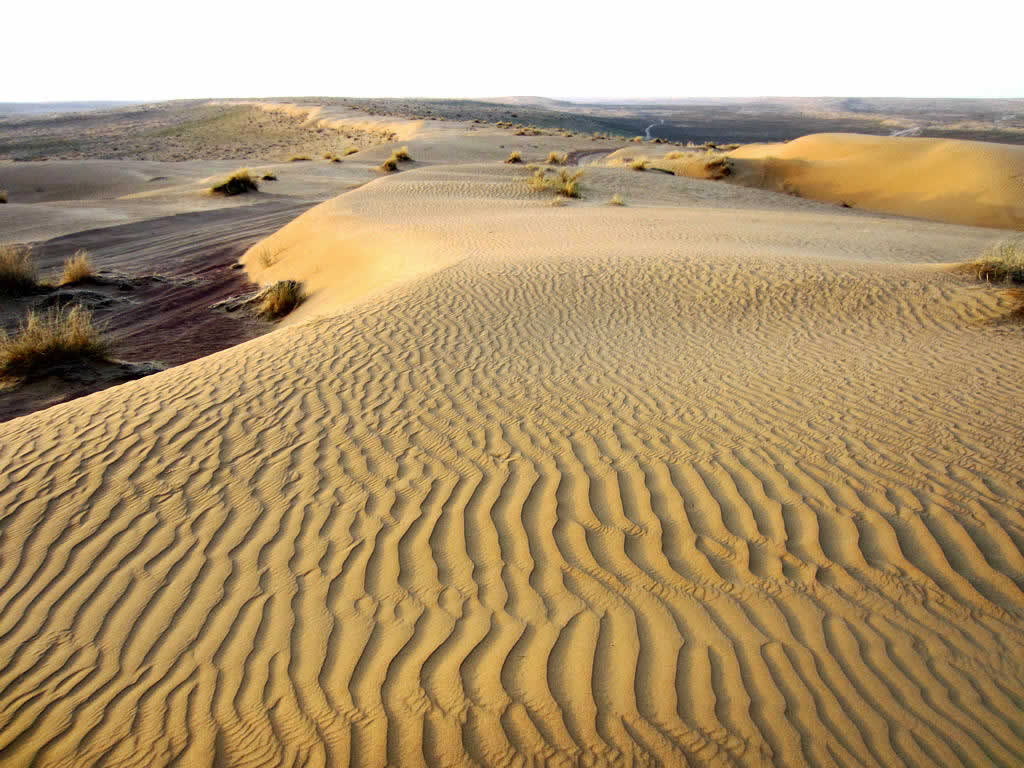
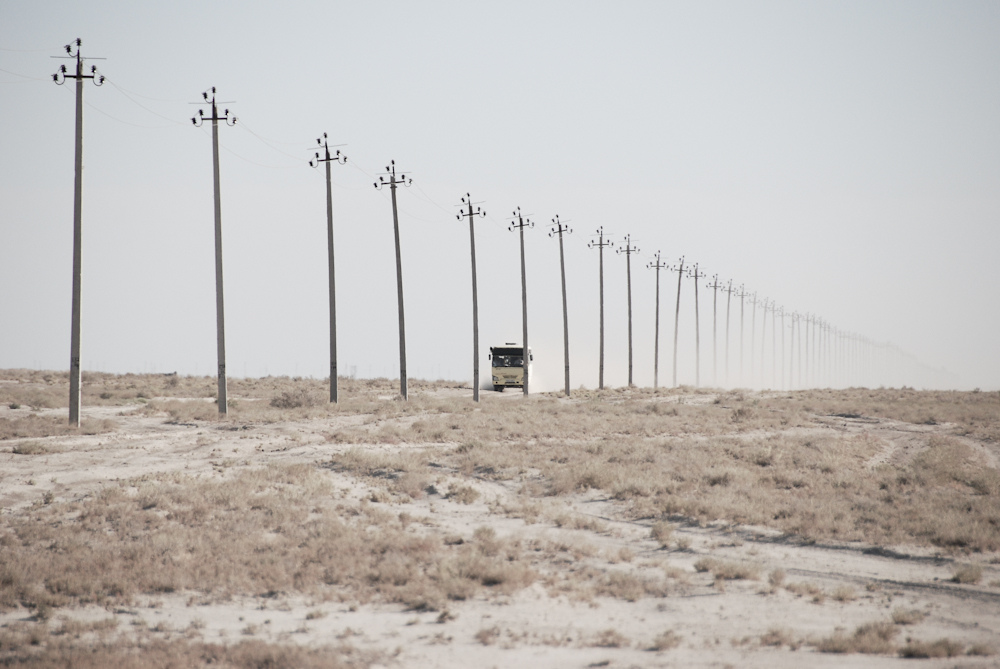